# Bryocamptus caucasicus
Bryocamptus caucasicus är en kräftdjursart som beskrevs av Borutsky 1931. Bryocamptus caucasicus ingår i släktet Bryocamptus och familjen Canthocamptidae. Inga underarter finns listade i Catalogue of Life.